# ディーター・アイルツ
ディーター・アイルツ（Dieter Eilts、1964年12月13日 - ）はドイツ、ニーダーザクセン州出身の元同国代表サッカー選手。ポジションはMF。

## 経歴
1984年にヴェルダー・ブレーメンIIに加入、1988年にトップチームに昇格、2002年に引退するまで、ブレーメン一筋でプレーした。この間、通算503試合(リーグ戦では390試合に出場)、2度のリーグ優勝、3度のポカールなどを獲得した。
1990年にドイツ代表に選出されたが、プレー機会は無かった。その後1993年12月18日、アメリカとの親善試合で代表初キャップを刻み、1997年までに31試合に出場した。この間UEFA EURO '96では6試合全てに出場、優勝に貢献して、大会の優秀選手に選出された。

## タイトル
ブレーメン
- ブンデスリーガ : 1987–88, 1992–93
- ポカール : 1990–91, 1993–94, 1998–99
- UEFAカップウィナーズカップ : 1991–92
- UEFAインタートトカップ :1998

ドイツ代表
- UEFA EURO '96 : 1996

個人
- UEFA EURO '96大会優秀選手賞 : 1996